# Johann Baptist Aloysius von Edling

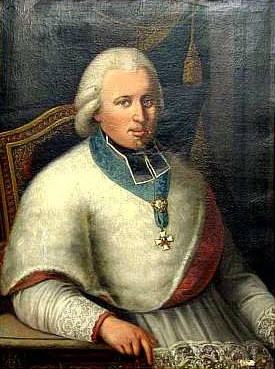
Johann Baptist Aloysius von Edling mit dem Lübecker Kapitelkreuz

Johann Baptist Aloysius Reichsgraf und Edler Herr von Edling, auch Johann Baptist Alois von Edling (* 6. Juni 1753 in Ajdovščina (Haidenschaft); † 23. Juli 1830 in Lübeck) war ein österreichischer, in Deutschland wirkender römisch-katholischer Geistlicher und Domherr in Lübeck und Breslau.

## Leben
Johann Baptist Aloysius Reichsgraf von Edling stammte aus dem alten, seit dem 16. Jahrhundert in der Grafschaft Görz ansässigen Adelsgeschlecht von Edling. Er war der zweite Sohn von Graf Albert/Albrecht (1718–), Herr der Herrschaft Haidenschaft/Ajdovščina, kaiserlich-königlicher Hauptmann von Flitsch/Bovec, und seiner Frau Charlotte (1727–), Tochter von Ferdinand Ernst Graf von Saurau und Dame des Sternkreuzordens. Johann Nepomuk von Edling (1747–1793) war sein älterer Bruder.
Von 1775 bis 1778 war er Student am Pontificium Collegium Germanicum et Hungaricum de Urbe in Rom. Dort empfing er die Weihen zum Subdiakon und zum Diakon.
Am 27. Juli 1779 erhielt er eine Präbende am Lübecker Dom. Auf diese hatte zuvor Maximilian Joseph Freiherr Vrints von Treuenfeld, Sohn des kaiserlichen Gesandten in Bremen Konrad Alexander Vrints von Treuenfeld, zu seinen Gunsten verzichtet. Edling wurde damit einer von vier katholischen Domherren, darunter Maximilian Alexander Joseph von Kurtzrock, im ansonsten lutherischen Lübecker Domkapitel.
Kurz darauf empfing er in Wien die Priesterweihe, und am 12. August desselben Jahres feierte er seine Primiz in der Kapelle von Schloss Schönbrunn in Anwesenheit von Maria Theresia und seinen Verwandten, den Grafen Rudolf Joseph von Edling, Erzbischof von Görz, Wenzeslaus von Edling, infulierter Domherr in Wien, Philipp von Edling, kaiserlicher Geheimrat, und Johann Nepomuk von Edling. Anschließend lud die Monarchin die Gesellschaft zum Frühstück in ihr Kabinett.

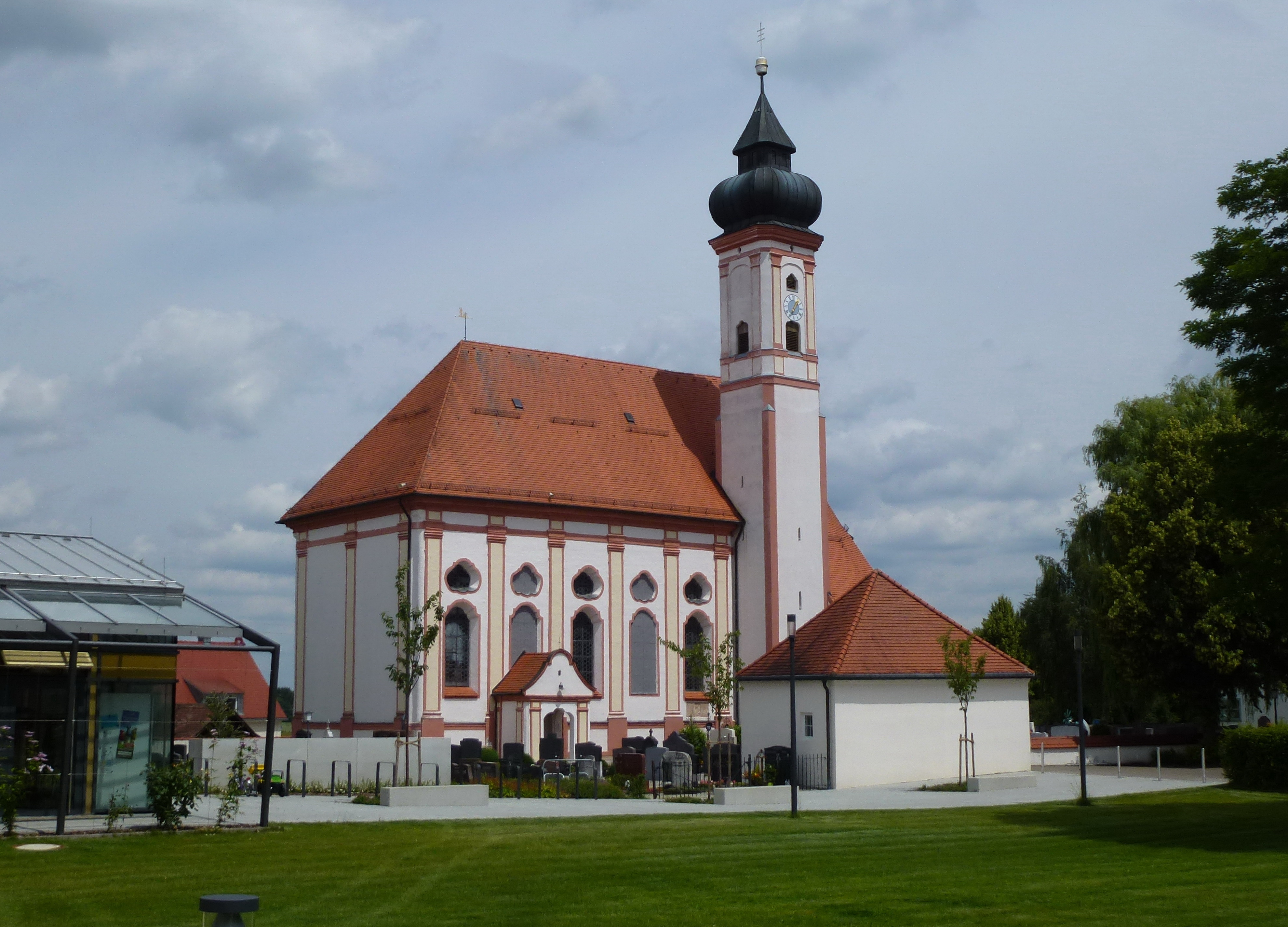
Pfarrkirche St. Jakobus in Vierkirchen

Anschließend lebte er kurz bei seinem Bruder in Laibach und wurde dann vom Fürstbischof von Freising, Ludwig Joseph von Welden, dem Dienstherrn und Verwandten der Ehefrau seines Bruders, zum Pfarrer von Vierkirchen (Oberbayern) ernannt. Er sorgte für die Ausstattung der ab 1763 unter seinem Vorgänger neu erbauten Pfarrkirche und verewigte sich 1789 mit einer lateinischen Inschrift.
Vor 1794 wurde er auch Domherr in Breslau.
Noch 1791 zum Hochfürstlich Freisingschen Geistlichen Rat ernannt, reiste er Ende des Jahres nach Wien, weil dort sein Bruder erkrankt war. Als Edling zwei Jahre später, nach dem Tod seines Bruders, immer noch nicht in seine Pfarrei Vierkirchen zurückgekehrt war, wurde er von Fürstbischof Maximilian Prokop von Toerring-Jettenbach entlassen. In Vierkirchen hinterließ er Schulden und ein Ölgemälde, das ihn als Chorherrn zeigt.
Am Heiligabend 1794 eröffnete das Kurpfalzbairische Land- und Gantrichteramt Dachau den Konkurs über sein Vermögen und machte bekannt, dass vermutetem Vermögen von 2000 Gulden Verbindlichkeiten in Höhe von 5917 Gulden gegenüber standen.
Edling blieb vermutlich in Wien und reiste dann über Prag (1798) und Hamburg (1799) nach Lübeck, wo er 1800 seine Residenz als Domherr antrat.
Als das Domkapitel 1803 im Reichsdeputationshauptschluss säkularisiert wurde, behielt er, wie alle zum Zeitpunkt der Säkularisation bestehenden Kanonikate, die damit verbundenen Privilegien und Einkünfte bis zu seinem Lebensende.